# Марокко на летних Олимпийских играх 2024

## Квалификация
| № п/п | Вид спорта                  | Мужчины        | Мужчины                | Женщины        | Женщины                | Всего          | Всего                  |
| № п/п | Вид спорта                  | Завоевано квот | Количество спортсменов | Завоевано квот | Количество спортсменов | Завоевано квот | Количество спортсменов |
| ----- | --------------------------- | -------------- | ---------------------- | -------------- | ---------------------- | -------------- | ---------------------- |
| 1     | Академическая гребля        |                |                        | 1              | 1                      | 1              | 1                      |
| 2     | Бокс                        |                |                        | 3              | 3                      | 3              | 3                      |
| 3     | Борьба                      | 1              | 1                      |                |                        | 1              | 1                      |
| 4     | Брейкинг                    | 1              | 1                      | 1              | 1                      | 2              | 2                      |
| 5     | Велоспорт                   | 3              | 2                      |                |                        | 3              | 2                      |
| 6     | Гребля на байдарках и каноэ | 2              | 2                      |                |                        | 2              | 2                      |
| 7     | Конный спорт                | 1              | 1                      | 1              | 1                      | 2              | 2                      |
| 8     | Лёгкая атлетика             | 6              | 6                      | 4              | 4                      | 10             | 10                     |
| 9     | Сёрфинг                     | 1              | 1                      |                |                        | 1              | 1                      |
| 10    | Стрельба                    | 1              | 1                      |                |                        | 1              | 1                      |
| 11    | Тхэквондо                   |                |                        | 1              | 1                      | 1              | 1                      |
| 12    | Фехтование                  | 1              | 1                      |                |                        | 1              | 1                      |
| 13    | Футбол                      | 1              | 18                     |                |                        | 1              | 18                     |
|       | ИТОГО                       | 18             | 34                     | 11             | 11                     | 29             | 45                     |

## Медали
| Медаль | Спортсмен(ы) | Вид спорта | Дисциплина | Дата |
| ------ | ------------ | ---------- | ---------- | ---- |

| Вид спорта | 1 | 2 | 3 | Всего |

| Медали по датам | Медали по датам | Медали по датам | Медали по датам | Медали по датам | Медали по датам |
| --------------- | --------------- | --------------- | --------------- | --------------- | --------------- |
| Дата            | 1               | 2               | 3               | Всего           |                 |

## Состав команды
Академическая гребля
1. Мадждулин Эль-Аллауи[англ.]

 Бокс
1. Жасмин Мутаки[англ.]
2. Видад Бертал[англ.]
3. Хадиджа Эль-Марди

 Борьба
Греко-римская борьба
1. Уссама Ассад[англ.]*

 Брейкинг
1. Билал Маллах[англ.]
2. Фатима Эль-Мамуни[англ.]

Велоспорт
 Шоссейный велоспорт
1. Квота1

 BMX
1. Квота1

Гребля на байдарках и каноэ
 Гребля на гладкой воде
1. Квота1

 Гребной слалом
1. Матис Суди[англ.]

 Конный спорт
1. Йессен Рамуни[англ.]
2. Нур Слауи[англ.]

 Лёгкая атлетика
1. Абдельати эль-Гесс[англ.]
2. Анасс Эссауи[англ.]
3. Суфиан Эль-Баккали
4. Квота4 (марафон)
5. Квота5 (марафон)
6. Квота6 (марафон)
7. Нура Эннади[англ.]
8. Фатима Гардади
9. Рахма Тахири[англ.]
10. Кавтар Булаид[англ.]

 Сёрфинг
1. Рамзи Букхиам[англ.]

 Стрельба
1. Квота1

 Тхэквондо
1. Фатима-Эззара Абуфарас[англ.]

 Фехтование
1. Хуссам эль-Корд[англ.]

 Футбол
1. Квота1
2. Квота2
3. Квота3
4. Квота4
5. Квота5
6. Квота6
7. Квота7
8. Квота8
9. Квота9
10. Квота10
11. Квота11
12. Квота12
13. Квота13
14. Квота14
15. Квота15
16. Квота16
17. Квота17
18. Квота18

## Академическая гребля
Марокко завоевало одну квоту на участие в соревнованиях по академической гребле на Африканской квалификационной регате 2024 года в Тунисе.
| Спортсмен            | Дисциплина       | Заезд | Заезд | Утеш. заезд | Утеш. заезд | Полуфиналы | Полуфиналы | Финалы | Финалы |
| Спортсмен            | Дисциплина       | Время | Место | Время       | Место       | Время      | Место      | Время  | Место  |
| -------------------- | ---------------- | ----- | ----- | ----------- | ----------- | ---------- | ---------- | ------ | ------ |
| Мадждулин Эль-Аллауи | Женщины одиночки |       |       |             |             |            |            |        |        |

Легенда: FA=Финал А (медали); FB=Финал В; FC=Финал С; FD=Финал D; FE=Финал E; FF=Финал F; SA/B=Полуфиналы A/B; SC/D=Полуфиналы C/D; SE/F=Полуфиналы E/F; QF=Четвертьфиналы; R=Утешительные заезды

## Бокс
Марокко завоевало три места в женский олимпийские турниры по боксу на Африканском квалификационном турнире 2024 года в Дакаре, Сенегал.
| Спортсмен         | Категория        | 1 раунд            | 1/8 финала         | Четвертьфиналы     | Полуфиналы         | Финал              | Финал |
| Спортсмен         | Категория        | Соперник Результат | Соперник Результат | Соперник Результат | Соперник Результат | Соперник Результат | Место |
| ----------------- | ---------------- | ------------------ | ------------------ | ------------------ | ------------------ | ------------------ | ----- |
| Жасмин Мутаки     | Женщины до 50 кг |                    |                    |                    |                    |                    |       |
| Видад Бертал      | Женщины до 54 кг |                    |                    |                    |                    |                    |       |
| Хадиджа Эль-Марди | Женщины до 75 кг |                    |                    |                    |                    |                    |       |

## Борьба
Марокко завоевало одно место в турнир по греко-римской борьбе на Африкано-Океанском квалификационном турнире в Каире, Египет.
Греко-римская борьба
| Спортсмен    | Категория         | 1/8 финала         | Четвертьфиналы     | Полуфиналы         | Утеш.поединки      | Финал / За 3 место | Финал / За 3 место |
| Спортсмен    | Категория         | Соперник Результат | Соперник Результат | Соперник Результат | Соперник Результат | Соперник Результат | Место              |
| ------------ | ----------------- | ------------------ | ------------------ | ------------------ | ------------------ | ------------------ | ------------------ |
| Уссама Ассад | Мужчины до 130 кг |                    |                    |                    |                    |                    |                    |

## Брейкинг
Марокко получила по одному месту в олимпийском турнире юношей и девушек по брейкингу, победив на Чемпионате Африки 2023 года в Рабате, Марокко.
| Спортсмен         | Ник       | Категория | Квалификация | Квалификация | 1/8 финала         | Четвертьфиналы     | Полуфиналы         | Финал / За 3 место | Финал / За 3 место |
| Спортсмен         | Ник       | Категория | Баллы        | Место        | Соперник Результат | Соперник Результат | Соперник Результат | Соперник Результат | Место              |
| ----------------- | --------- | --------- | ------------ | ------------ | ------------------ | ------------------ | ------------------ | ------------------ | ------------------ |
| Билал Маллах      | Billy     | Би-бои    |              |              | 0                  |                    |                    |                    |                    |
| Фатима Эль-Мамуни | Elmamouny | Би-гёрлз  |              |              | 0                  |                    |                    |                    |                    |

## Велоспорт

### Шоссейные велогонки
Марокко получила по рейтингу UCI одно место в мужской групповой гонке на шоссе.
Мужчины
| Спортсмен | Дисциплина      | Время | Место |
| --------- | --------------- | ----- | ----- |
|           | Групповая гонка |       |       |

### BMX
BMX-гонки
Одно место на участие в олимпийской мужской BMX-гонке Марокко завоевало по результатам Чемпионата Африки по BMX-гонкам 2023 года в Хараре, Зимбабве.
| Спортсмен | Дисциплина | Четвертьфиналы | Четвертьфиналы | Полуфиналы | Полуфиналы | Финал     | Финал |
| Спортсмен | Дисциплина | Результат      | Место          | Баллы      | Место      | Результат | Место |
| --------- | ---------- | -------------- | -------------- | ---------- | ---------- | --------- | ----- |
|           | Мужчины    |                |                |            |            |           |       |

## Гребля на байдарках и каноэ

### Гладкая вода
Марокко завоевало право выставить одну лодку в соревнованиях по гребле на байдарках и каноэ на гладкой воде по результатам Африканской квалификационной регаты 2023 года в Абудже, Нигерия.
Мужчины
| Спортсмен | Дисциплина        | Заезды | Заезды | Четвертьфиналы | Четвертьфиналы | Полуфиналы | Полуфиналы | Финалы | Финалы |
| Спортсмен | Дисциплина        | Время  | Место  | Время          | Место          | Время      | Место      | Время  | Место  |
| --------- | ----------------- | ------ | ------ | -------------- | -------------- | ---------- | ---------- | ------ | ------ |
|           | Байдарка-1 1000 м |        |        |                |                |            |            |        |        |

### Гребной слалом
Марокко завоевало на Чемпионате мира по гребному слалому в Лондоне, Великобритания право выставить одну лодку в мужских соревнованиях на байдарках, а также автоматически в кроссе на байдарках у мужчин.
Мужчины
| Спортсмен  | Дисциплина | Заезды    | Заезды | Заезды    | Заезды | Заезды       | Заезды | Полуфинал | Полуфинал | Финал | Финал |
| Спортсмен  | Дисциплина | 1 попытка | Место  | 2 попытка | Место  | Лучшее время | Место  | Время     | Место     | Время | Место |
| ---------- | ---------- | --------- | ------ | --------- | ------ | ------------ | ------ | --------- | --------- | ----- | ----- |
| Матис Суди | Байдарка-1 |           |        |           |        |              |        |           |           |       |       |

## Конный спорт
Марокко получило по одному месту в личные соревнования по выездке и троеборью в соответствии с олимпийским рейтингом FEI.

### Выездка
| Спортсмен     | Лошадь | Дисциплина    | Гран При | Гран При | Произвольный Гран При | Произвольный Гран При | Сумма | Сумма |
| Спортсмен     | Лошадь | Дисциплина    | Баллы    | Место    | Техника               | Артистизм             | Баллы | Место |
| ------------- | ------ | ------------- | -------- | -------- | --------------------- | --------------------- | ----- | ----- |
| Йессен Рамуни |        | Личный турнир |          |          |                       |                       |       |       |

### Троеборье
| Спортсмен | Лошадь | Дисциплина    | Выездка | Выездка | Кросс | Кросс | Кросс | Конкур       | Конкур       | Конкур       | Конкур | Конкур | Конкур | Всего | Всего |
| Спортсмен | Лошадь | Дисциплина    | Выездка | Выездка | Кросс | Кросс | Кросс | Квалификация | Квалификация | Квалификация | Финал  | Финал  | Финал  | Всего | Всего |
| Спортсмен | Лошадь | Дисциплина    | Штраф   | Место   | Штраф | Всего | Место | Штраф        | Всего        | Место        | Штраф  | Всего  | Место  | Штраф | Место |
| --------- | ------ | ------------- | ------- | ------- | ----- | ----- | ----- | ------------ | ------------ | ------------ | ------ | ------ | ------ | ----- | ----- |
| Нур Слауи |        | Личный турнир |         |         |       |       |       |              |              |              |        |        |        |       |       |

## Легкая атлетика
Марокканские легкоатлеты выполнили нормативы для участия в Играх 2024 года, пройдя прямую квалификацию или по мировому рейтингу, в следующих соревнованиях (максимум по 3 спортсмена в каждом). 
Беговые дисциплины
Мужчины
| Спортсмен          | Дисциплина  | Забеги    | Забеги | Утеш. забеги | Утеш. забеги | Полуфиналы | Полуфиналы | Финал     | Финал |
| Спортсмен          | Дисциплина  | Результат | Место  | Результат    | Место        | Результат  | Место      | Результат | Место |
| ------------------ | ----------- | --------- | ------ | ------------ | ------------ | ---------- | ---------- | --------- | ----- |
| Абдельати эль-Гесс | 800 м       |           |        |              |              |            |            |           |       |
| Анасс Эссауи       | 1500 м      |           |        |              |              |            |            |           |       |
| Суфиан Эль-Баккали | 3000 м с/пр |           |        | —            | —            | —          | —          |           |       |
|                    | Марафон     | —         | —      | —            | —            | —          | —          |           |       |
|                    | Марафон     | —         | —      | —            | —            | —          | —          |           |       |
|                    | Марафон     | —         | —      | —            | —            | —          | —          |           |       |

Женщины
| Спортсмен      | Дисциплина | Забеги    | Забеги | Утеш. забеги | Утеш. забеги | Полуфиналы | Полуфиналы | Финал     | Финал |
| Спортсмен      | Дисциплина | Результат | Место  | Результат    | Место        | Результат  | Место      | Результат | Место |
| -------------- | ---------- | --------- | ------ | ------------ | ------------ | ---------- | ---------- | --------- | ----- |
| Нура Эннади    | 400 м с/б  |           |        |              |              |            |            |           |       |
| Фатима Гардади | Марафон    | —         | —      | —            | —            | —          | —          |           |       |
| Рахма Тахири   | Марафон    | —         | —      | —            | —            | —          | —          |           |       |
| Кавтар Булаид  | Марафон    | —         | —      | —            | —            | —          | —          |           |       |

## Сёрфинг
Марокканский сёрфер Рамзи Букхиам завоевал право выступить в олимпийских соревнованиях сёрферов, заняв второе место на Всемирных играх по сёрфингу 2024 года в Аресибо, Пуэрто-Рико.
| Спортсмен     | Категория | 1 раунд | 1 раунд | 2 раунд | 2 раунд | 3 раунд            | Четвертьфинал      | Полуфинал          | Финал / За 3 место | Финал / За 3 место |
| Спортсмен     | Категория | Счёт    | Место   | Счёт    | Место   | Соперник Результат | Соперник Результат | Соперник Результат | Соперник Результат | Место              |
| ------------- | --------- | ------- | ------- | ------- | ------- | ------------------ | ------------------ | ------------------ | ------------------ | ------------------ |
| Рамзи Букхиам | Мужчины   |         |         |         |         |                    |                    |                    |                    |                    |

## Стрельба
Марокко завоевало одно место в олимпийский турнир стрелков по Чемпионата Африки по стрельбе 2023 года в Каире, Египет.
Мужчины
| Спортсмен | Дисциплина | Квалификация | Квалификация | Полуфинал | Полуфинал | Финал | Финал |
| Спортсмен | Дисциплина | Баллы        | Место        | Баллы     | Место     | Баллы | Место |
| --------- | ---------- | ------------ | ------------ | --------- | --------- | ----- | ----- |
|           | Трап       |              |              |           |           |       |       |

## Тхэквондо
Марокко завоевало одно место в женском турнире по результатам Африканского квалификационного турнира 2024 года в Дакаре, Сенегал.
| Спортсмен              | Дисциплина          | Квалификация       | 1/8 финала         | Четвертьфиналы     | Полуфиналы         | Утеш. поединки     | Финал/За 3 место   | Финал/За 3 место |
| Спортсмен              | Дисциплина          | Соперник Результат | Соперник Результат | Соперник Результат | Соперник Результат | Соперник Результат | Соперник Результат | Место            |
| ---------------------- | ------------------- | ------------------ | ------------------ | ------------------ | ------------------ | ------------------ | ------------------ | ---------------- |
| Фатима-Эззара Абуфарас | Женщины свыше 67 кг |                    |                    |                    |                    |                    |                    |                  |

## Фехтование
Марокко получило по рейтингу одно индивидуальное место в мужской шпаге.
| Спортсмен       | Дисциплина    | Раунд 64      | Раунд 32      | Раунд 16      | Четвертьфинал | Полуфинал     | Финал / За 3 место | Финал / За 3 место |
| Спортсмен       | Дисциплина    | Соперник Счет | Соперник Счет | Соперник Счет | Соперник Счет | Соперник Счет | Соперник Счет      | Место              |
| --------------- | ------------- | ------------- | ------------- | ------------- | ------------- | ------------- | ------------------ | ------------------ |
| Хуссам эль-Корд | Мужчины шпага |               |               |               |               |               |                    |                    |

## Футбол
Мужская сборная Марокко по футболу завоевало право участвовать в олимпийском турнире, выиграв Африканский Кубок наций среди молодежных команд 2023 года в Марокко.
| Команда | Соревнование   | Групповая стадия | Групповая стадия | Групповая стадия | Групповая стадия | Четвертьфиналы | Полуфиналы    | Финал / За 3 место | Финал / За 3 место |
| Команда | Соревнование   | Соперник Счёт    | Соперник Счёт    | Соперник Счёт    | Место            | Соперник Счёт  | Соперник Счёт | Соперник Счёт      | Место              |
| ------- | -------------- | ---------------- | ---------------- | ---------------- | ---------------- | -------------- | ------------- | ------------------ | ------------------ |
| Марокко | Мужской турнир |                  |                  |                  |                  |                |               |                    |                    |

### Мужской турнир
Состав команды
- Команда из 18 игроков